# Slaughterford
Slaughterford – wieś w Anglii, w Wiltshire, w dystrykcie (unitary authority) Wiltshire, w civil parish Biddestone. Leży 16,1 km od miasta Trowbridge, 53,6 km od miasta Salisbury i 148,9 km od Londynu. W 1931 roku civil parish liczyła 67 mieszkańców.